# براندون والاس
براندون والاس (بالإنجليزية: Brandon Wallace)‏ مواليد 14 مارس 1985 في ستايتسبورو، هو لاعب كرة سلة أمريكي. بدأ مسيرته الاحترافية في سنة 2007. يبلغ طوله 6 قدم 8 بوصة (2.0 م).

## المسيرة الاحترافية
لعب مع آيوا إنرجي في سنة 2008، ثم لعب مع لوس أنجلوس ديفيندرز في سنة 2008، ثم لعب مع أكيتا نورثرن هابينيتس في سنة 2011.

## روابط خارجية
- براندون والاس على موقع كرة السلة الأوروبية.كوم (الإنجليزية)
- براندون والاس على موقع كلية كرة السلة في سبورتس رفرنس.كوم (الإنجليزية)
- براندون والاس على موقع ريلجم (الإنجليزية)
- براندون والاس على موقع بروبوليرز (الإنجليزية)
- براندون والاس على موقع سبورتس رفرنس (الإنجليزية)
- براندون والاس على موقع سبورتس رفرنس (الإنجليزية)